# 桓公 (甘)
桓公（かんこう、? - ?）は、春秋時代の甘の君主。在位は平公の後。
魯の昭公24年（紀元前518年）春正月辛丑、召の簡公と南宮嚚は甘の桓公を連れて王子朝を拝見した。劉の文公は萇弘に対して「甘氏又往矣」と説いた。萇弘の回答は「何害？同徳度義」であった。『大誓』曰く「紂有億兆夷人、亦有離徳。余有乱臣十人、同心同徳。此周所以興也。君其務徳、無患無人」とある。